# Drużyny Podhalańskie
Drużyny Podhalańskie – polska paramilitarna organizacja niepodległościowa utworzona w 1913 roku w Nowym Targu, pod patronatem politycznym Stronnictwa Demokratyczno-Narodowego, przed wybuchem I wojny światowej. Organem kierowniczym organizacji był Związek Drużyn Podhalańskich, który początkowo podporządkował się kierownictwu Towarzystwa Sportowo-Gimnastycznego „Strzelec”, ale finalnie 21 czerwca 1914 roku połączył się z Polskimi Drużynami Strzeleckimi.